# Hans Puchsbaum
Hans Puchsbaum ou Puchspaum, né avant 1390, et mort vers 1454 à Vienne, est un architecte et maître artisan du gothique. Entre 1444 et 1454, il est maître d'œuvre du chantier de construction de la cathédrale Saint-Étienne de Vienne.

## Carrière
En 1418, Puchsbaum travaille brièvement sur le chantier de l'Église principale d'Ulm. Le premier bâtiment dont Puchsbaum a seul la charge est la réfection du chœur de l'église paroissiale de Steyr en 1443.
Vraisemblablement dès 1444, il est responsable de l'atelier de cathédrale de la cathédrale de Vienne, puis en 1446 il est embauché à vie. Parallèlement, il nomme Laurenz Spenning parlier, qui lui succède comme maître d'œuvre à sa mort huit ans plus tard.
Il redessine la cathédrale, alors toujours en construction, en Staffelhalle, une forme d'église-halle, et planifie la construction de la voûte. En 1450, il pose les fondations de la tour nord, dont la construction débute sur de nouveaux plans seulement après sa mort. Dans un premier temps, les travaux de rénovation de la tour sud, frappée par la foudre en 1449, étaient prioritaires. En 1452, lui et son Parlier Spenning rénovent le monument gothique Spinnerin am Kreuz (de).
Bien qu'il ne soit resté que dix ans maître d'œuvre, des recherches anciennes lui ont attribué de nombreux travaux, dont Laurenz Spenning est désormais considéré comme l'auteur. Comparé au travail de son successeur, son style peut être décrit comme plus cubique et moins détaillé.

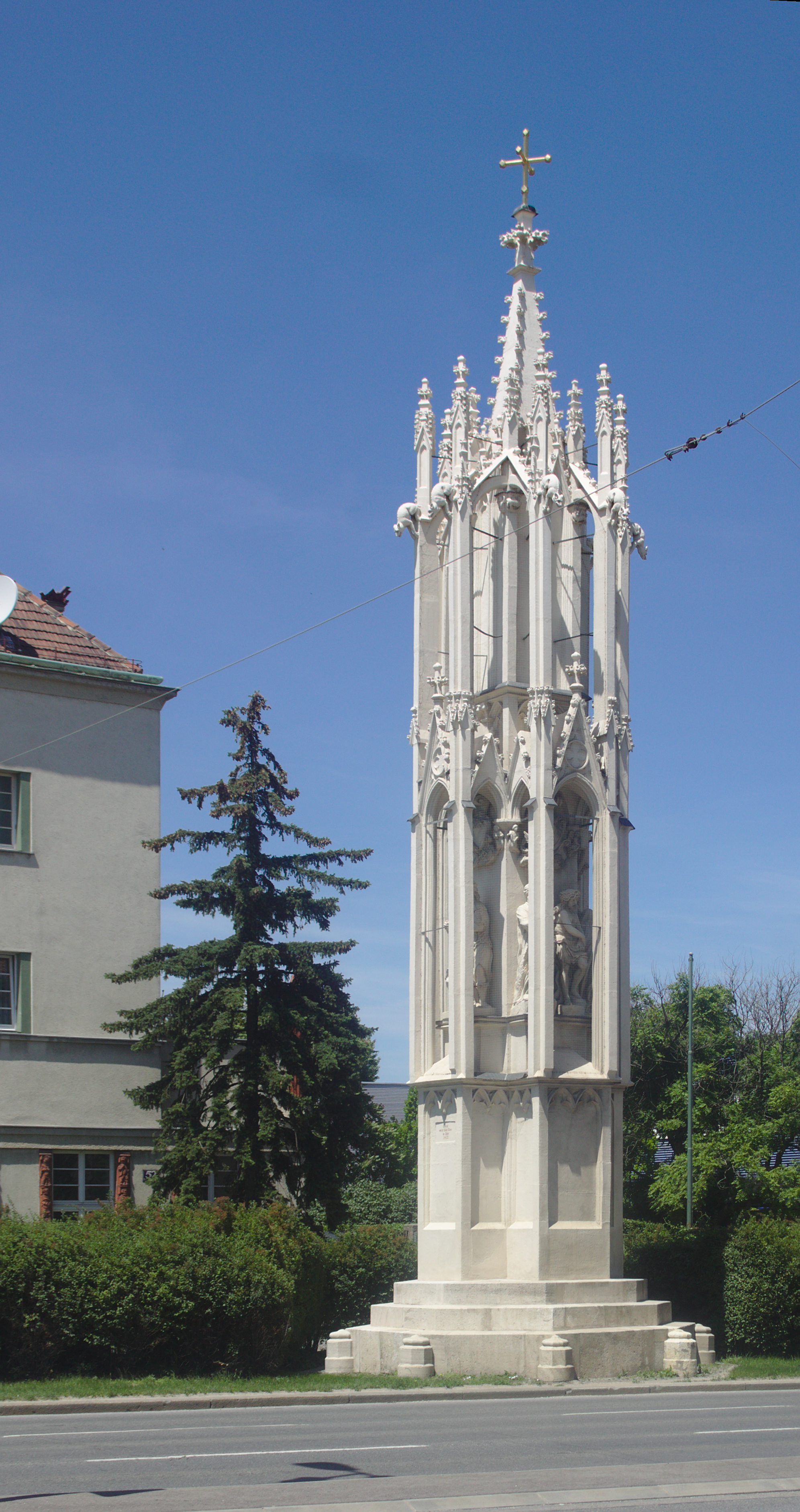

La légende s'est très tôt emparée de la personne de Hans Puchsbaum, et diverses versions sont parvenues à l'époque moderne. Ce qu'elles ont en commun : Puchsbaum, soit à cause d'un pacte avec le diable, soit à cause d'un vieux maître ou un vieux compagnon jaloux, meurt en tombant de l'échafaudage. Déjà selon Friedrich Tilmez (1722) « cette grosse erreur / comme on le sait partout aujourd'hui / est tenue pour certaines par les gens ordinaires / et est facilement réfutée », mais derrière la légende il peut en fait y avoir un tragique accident de construction ou un conflit de génération.
En 1872, la Puchsbaumgasse (rue Puchsbaum) et en 1875 la Puchsbaumplatz (place Puchsbaum) de Vienne-Favoriten portent son nom.